# Kafr Dibbin
Kafr Dibbin (كفر دبين) est un village du nord de la Syrie qui dépend administrativement du gouvernorat d'Idleb et du district de Jisr al-Choughour dans le canton (nahié) d'Al-Djanoudiyah. Selon le recensement de 2004, le village comptait alors 3 660 habitants. La zone est aux mains des rebelles islamistes depuis janvier 2013. Zarzour se trouve au nord-ouest.